# Caribbean Premier League 2014
Die Caribbean Premier League 2014 war die zweite Saison dieser Twenty20-Meisterschaft. Sieger waren die Barbados Tridents, die sich im Finale im Warner Park mit 8 Runs nach der Duckworth-Lewis Method gegen die Guyana Amazon Warriors durchsetzten.

## Gruppenphase
Tabelle
| Teams                         | Sp. | S | N | NR | P  | RR     |
| ----------------------------- | --- | - | - | -- | -- | ------ |
| Barbados Tridents             | 9   | 6 | 3 | 0  | 12 | +0.860 |
| Guyana Amazon Warriors        | 9   | 6 | 3 | 0  | 12 | +0.414 |
| Trinidad and Tobago Red Steel | 9   | 6 | 3 | 0  | 12 | +0.317 |
| Jamaica Tallawahs             | 9   | 6 | 3 | 0  | 12 | −0.124 |
| St Lucia Zouks                | 9   | 2 | 7 | 0  | 4  | −0.790 |
| Antigua Hawksbills            | 9   | 1 | 8 | 0  | 2  | −0.820 |

## Spiele
| 11. Juli Scorecard | St. George’s | Antigua Hawksbills 136-8 (20) | – | Guyana Amazon Warriors 140-8 (19.3) |
|                    |              | Guyana gewinnt mit 2 Wickets  |   |                                     |

| 12. Juli Scorecard | St. George’s | Barbados Tridents 124-6 (20)              | – | Trinidad and Tobago Red Steel 125-3 (17.3) |
|                    |              | Trinidad and Tobago gewinnt mit 7 Wickets |   |                                            |

| 13. Juli Scorecard | St. George’s | St Lucia Zouks 161-5 (20)     | – | Jamaica Tallawahs 162-3 (19) |
|                    |              | Jamaica gewinnt mit 7 Wickets |   |                              |

| 17. Juli Scorecard | North Sound | Antigua Hawksbills 96 (18.3)  | – | Jamaica Tallawahs 97-2 (14.3) |
|                    |             | Jamaica gewinnt mit 8 Wickets |   |                               |

| 17. Juli Scorecard | North Sound | Trinidad and Tobago Red Steel 118-8 (20) / 0/1 (1) | – | Guyana Amazon Warriors 118-9 (20) / 11/1 (1) |
|                    |             | Guyana gewinnt im Super Over                       |   |                                              |

| 19. Juli Scorecard | North Sound | Antigua Hawksbills 172-6 (20)  | – | Barbados Tridents 173-5 (19.2) |
|                    |             | Barbados gewinnt mit 5 Wickets |   |                                |

| 19. Juli Scorecard | Georgetown | St Lucia Zouks 117 (19.2)    | – | Guyana Amazon Warriors 118-1 (16) |
|                    |            | Guyana gewinnt mit 9 Wickets |   |                                   |

| 20. Juli Scorecard | North Sound | Antigua Hawksbills 151-8 (20)             | – | Trinidad and Tobago Red Steel 152-1 (17.1) |
|                    |             | Trinidad and Tobago gewinnt mit 9 Wickets |   |                                            |

| 20. Juli Scorecard | Georgetown | Jamaica Tallawahs 148-6 (20) | – | Guyana Amazon Warriors 144-2 (20) |
|                    |            | Jamaica gewinnt mit 4 Runs   |   |                                   |

| 23. Juli Scorecard | Bridgetown | Barbados Tridents 186-2 (20) | – | St Lucia Zouks 157-6 (20) |
|                    |            | Barbados gewinnt mit 29 Runs |   |                           |

| 24. Juli Scorecard | Port of Spain | Guyana Amazon Warriors 179-5 (20)         | – | Trinidad and Tobago Red Steel 180-6 (20) |
|                    |               | Trinidad and Tobago gewinnt mit 4 Wickets |   |                                          |

| 25. Juli Scorecard | Bridgetown | Antigua Hawksbills 129-8 (20) | – | Barbados Tridents 130-9 (19.4) |
|                    |            | Barbados gewinnt mit 1 Wicket |   |                                |

| 26. Juli Scorecard | Port of Spain | Trinidad and Tobago Red Steel 183-5 (20) | – | Jamaica Tallawahs 170-6 (20) |
|                    |               | Trinidad and Tobago gewinnt mit 13 Runs  |   |                              |

| 26. Juli Scorecard | Bridgetown | Guyana Amazon Warriors 173-5 (20) | – | Barbados Tridents 166-4 (20) |
|                    |            | Guyana gewinnt mit 7 Runs         |   |                              |

| 27. Juli Scorecard | Port of Spain | St Lucia Zouks 136-9 (20)                 | – | Trinidad and Tobago Red Steel 137-1 (14.4) |
|                    |               | Trinidad and Tobago gewinnt mit 9 Wickets |   |                                            |

| 31. Juli Scorecard | Kingston | Antigua Hawksbills 89-9 (17)               | – | Jamaica Tallawahs 91-3 (14) |
|                    |          | Jamaica gewinnt mit 7 Wickets (D/L method) |   |                             |

| 31. Juli Scorecard | Gros Islet | St Lucia Zouks 167-7 (20)      | – | Barbados Tridents 168-7 (19.4) |
|                    |            | Barbados gewinnt mit 3 Wickets |   |                                |

| 2. August Scorecard | Kingston | Guyana Amazon Warriors 137-9 (20) | – | Jamaica Tallawahs 138-4 (20) |
|                     |          | Jamaica gewinnt mit 6 Wickets     |   |                              |

| 2. August Scorecard | Gros Islet | St Lucia Zouks 117 (19.5)                 | – | Trinidad and Tobago Red Steel 119-2 (14.5) |
|                     |            | Trinidad and Tobago gewinnt mit 8 Wickets |   |                                            |

| 3. August Scorecard | Kingston | Jamaica Tallawahs 147-8 (20) | – | Barbados Tridents 128-6 (20) |
|                     |          | Jamaica gewinnt mit 19 Runs  |   |                              |

| 3. August Scorecard | Gros Islet | Antigua Hawksbills 103-6 (16)               | – | St Lucia Zouks 108-5 (13.3) |
|                     |            | St Lucia gewinnt mit 5 Wickets (D/L method) |   |                             |

| 7. August Scorecard | Basseterre | Guyana Amazon Warriors 212-5 (20) | – | Antigua Hawksbills 193-3 (20) |
|                     |            | Guyana gewinnt mit 19 Runs        |   |                               |

| 7. August Scorecard | Basseterre | Trinidad and Tobago Red Steel 105 (16.5) | – | Barbados Tridents 174-5 (20) |
|                     |            | Barbados gewinnt mit 69 Runs             |   |                              |

| 9. August Scorecard | Basseterre | Trinidad and Tobago Red Steel 113 (17.3) | – | Antigua Hawksbills 114-5 (18.3) |
|                     |            | Antigua gewinnt mit 5 Wickets            |   |                                 |

| 9. August Scorecard | Basseterre | Jamaica Tallawahs 143 (19.1)   | – | St Lucia Zouks 144-3 (17.3) |
|                     |            | St Lucia gewinnt mit 7 Wickets |   |                             |

| 10. August Scorecard | Basseterre | Barbados Tridents 175-8 (20) | – | Jamaica Tallawahs 87 (15.3) |
|                      |            | Barbados gewinnt mit 88 Runs |   |                             |

| 10. August Scorecard | Basseterre | St Lucia Zouks 189-7 (20)    | – | Guyana Amazon Warriors 194-2 (19) |
|                      |            | Guyana gewinnt mit 8 Wickets |   |                                   |

## Playoffs

### Viertelfinale
| 13. August Scorecard | Basseterre | Trinidad and Tobago Red Steel 155-6 (20) | – | Jamaica Tallawahs 158-6 (19.4) |
|                      |            | Jamaica gewinnt mit 4 Wickets            |   |                                |

### Halbfinale
| 14. Januar Scorecard | Basseterre | Jamaica Tallawahs 134-6 (20)  | – | Guyana Amazon Warriors 138-0 (14.5) |
|                      |            | Guyana gewinnt mit 10 Wickets |   |                                     |

### Finale
| 16. August Scorecard | Basseterre | Barbados Tridents 152-6 (20)             | – | Guyana Amazon Warriors 107-4 (15.5) |
|                      |            | Barbados gewinnt mit 8 Runs (D/L method) |   |                                     |

## Statistiken

### Runs
Die meisten Runs der Saison wurden von den folgenden Spielern erzielt:
| Spieler        | Mannschaft             | Innings | Runs | Average | HS   | 100s | 50s |
| -------------- | ---------------------- | ------- | ---- | ------- | ---- | ---- | --- |
| Lendl Simmons  | Guyana Amazon Warriors | 11      | 446  | 49,55   | 97   | 0    | 4   |
| Shoaib Malik   | Barbados Tridents      | 10      | 406  | 50,75   | 81*  | 0    | 4   |
| Chris Gayle    | Jamaica Tallawahs      | 11      | 363  | 40,33   | 111* | 1    | 2   |
| Martin Guptill | Jamaica Tallawahs      | 10      | 358  | 51,14   | 90   | 0    | 5   |
| Dwayne Smith   | Guyana Amazon Warriors | 10      | 353  | 44,12   | 110* | 2    | 1   |

### Wickets
Die meisten Wickets der Saison wurden von den folgenden Spielern erzielt:
| Spieler           | Mannschaft                    | Overs | Wickets | Average | BBI  | 5W |
| ----------------- | ----------------------------- | ----- | ------- | ------- | ---- | -- |
| Ravi Rampaul      | Barbados Tridents             | 35.0  | 18      | 13,16   | 4/15 | 0  |
| Krishmar Santokie | Guyana Amazon Warriors        | 43.2  | 17      | 19,41   | 4/11 | 0  |
| Rusty Theron      | Jamaica Tallawahs             | 40.2  | 14      | 24,50   | 4/35 | 0  |
| Rayad Emrit       | Barbados Tridents             | 31.5  | 12      | 21,33   | 3/23 | 0  |
| Kevon Cooper      | Trinidad and Tobago Red Steel | 39.2  | 12      | 22,50   | 3/26 | 0  |